# Desmond Miles
Desmond Miles (Colinas Negras, Dakota del Sur, Estados Unidos, 13 de marzo de 1987 — Gran Templo de la Primera Civilización, Nueva Jersey, Nueva York, Estados Unidos, 21 de diciembre de 2012), conocido en Industrias Abstergo como Sujeto 17, es el principal protagonista de la saga de videojuegos Assassin's Creed, cuyos antepasados fueron Altaïr Ibn-La'Ahad, Ezio Auditore, Edward Kenway, Haytham Kenway y Connor Kenway. El primer nombre de este personaje es una fusión de los apellidos de los creadores de la saga Patrice Désilets y Jade Raymond.

## Biografía
Desmond nació en un escondite de los Asesinos en Colinas Negras (al oeste de Rapid City) en Estados Unidos. Conocida como La Granja, el escondite era un campamento fuera de toda comunicación, con una población de alrededor de treinta personas, por lo cual llevaban un estilo de vida nómada.
Desmond fue entrenado junto con otros niños bajo la supervisión de William Miles, su padre, que resultó ser extremadamente intenso, a menudo asustando a Desmond. Se le instruyó también a ser siempre cuidadoso con sus enemigos, aunque a medida que crecía, Desmond se aburrió mucho de las historias de guerra sobre los Asesinos y los Templarios, y subestimó la influencia de Abstergo sobre el mundo. Finalmente no aguantó la obsesión de sus padres, por ello decidió abandonar La Granja.
En su decimosexto cumpleaños, Desmond decide huir de La Granja. Su formación le fue muy útil, ya que fue capaz de escapar y evitar que los Asesinos lo encontraran. Después, Desmond viajó a haciendo autostop por algún tiempo, hasta que finalmente se encontró con una persona que le aconsejó que fuera a Nueva York, incitándolo a irse a la metrópoli y mezclarse con la muchedumbre.
Desmond finalmente obtuvo un empleo como barman. Mientras trabajaba allí, su especialidad era la bebida de "Shirley Temple". Queriendo evitar a los Asesinos, Desmond nunca usó su verdadero nombre, y se aseguró de usar solo efectivo para comprar. Con el tiempo, trató de iniciar una nueva vida, pero comenzaba a echar de menos a su familia y a sus viejos amigos.
Por desgracia para él, Desmond fue finalmente encontrado por Abstergo, tras ser rastreado a través de una huella dactilar necesaria para su licencia de motocicleta. Posteriormente, fue secuestrado por Abstergo Entertainment (actuales templarios), quienes lo llevaron a un laboratorio en Italia.

## Assassin's Creed

### Secuestrado por Abstergo
En septiembre de 2012, Desmond estuvo cautivo en las instalaciones de Abstergo para su uso como un sujeto del Proyecto Animus; el Animus era una máquina que podía leer los recuerdos de los antepasados de la gente a través de la memoria genética, esta se transmitía por el ADN de sus descendientes.
En un primer momento, el Dr. Warren Vidic intentó acceder a la información que quería de la mente de Desmond forzando la reproducción de los recuerdos, pero fracasó. Cuando Desmond volvió en sí, dijo con enojo que él era nada más que un camarero, pero Warren reveló que sabía de su pasado como Asesino, tras lo cual Desmond lo admite, pero remarca que no lo era desde hacía años.
Warren y su auxiliar, Lucy Stillman, explicaron a Desmond que estaban tratando de acceder a cierta memoria de su antepasado, pero el subconsciente de Desmond se resistía. Warren advirtió a Desmond que si se negaba a cooperar con sus esfuerzos, le inducirían un estado de coma, para continuar su labor, y dejarlo morir cuando hubieran terminado. Sin muchas opciones, Desmond estuvo de acuerdo en cooperar. Desmond tenía una relación de amor-odio con Vidic, como con el resto de sus pacientes, con Lucy tenía más confianza ya que era un topo de los Asesinos.
A partir de entonces, Desmond exploró a través de los recuerdos genéticos de Altaïr Ibn-La'Ahad, un hombre que fue miembro de la Orden de los Asesinos durante la Edad Media. Durante varios días, Desmond estuvo bajo la atenta mirada de los Templarios, pero durante las noches se le dio de forma anónima un código que le permitió abrir la puerta de su habitación con la posibilidad de explorar el laboratorio. Cuando se le presentó la oportunidad, Desmond utilizó la clave para acceder al ordenador del Animus y, después de haber robado la pluma de acceso de Warren, pudo tener acceso también al ordenador de Warren.
A través de la lectura de mensajes de correo electrónico privados, Desmond aprendió mucho acerca de Abstergo, así como del sujeto 16 quien le había precedido en el proyecto animus, este sujeto parecía haber sufrido el efecto sangrado, un síntoma causado por la exposición prolongada al Animus. Finalmente, con la ayuda de Lucy, los Asesinos obtuvieron información sobre la captura de Desmond y trataron de rescatarle, pero fueron eliminados.
Después del fallido intento de rescate, Warren se enteró de que ese grupo de asesinos era, de hecho, el último grupo que había escapado de La Granja, ya que esta había sido destruida. Luego, sin la presencia de Warren Vidic, Lucy le informó Desmond de que La Granja había sido encontrada abandonada y que sus padres probablemente escaparon. Durante esta discusión, Lucy se reveló a sí misma como un miembro encubierto de los Asesinos.
Posteriormente, Desmond alcanzó el objetivo de Warren y descubrió la ubicación de numerosos Fragmentos del Edén. A raíz de esto, tres directivos de Industrias Abstergo ordenaron la ejecución de Desmond, pero su vida fue salvada por la intervención de Lucy, ya que ella les pidió el mantener a Desmond con vida para volver a acceder a sus recuerdos si fuera necesario.
Después de que los ejecutivos se marcharan, Desmond se dio cuenta de que él era capaz de utilizar el Visión del Águila, una habilidad que compartía con Altaïr, que había aprendido a través del efecto sangrado. Al utilizarla por primera vez, pudo observar las lealtades de Warren y Lucy, así como de innumerables garabatos, mensajes y rompecabezas pintados con sangre en las paredes y el suelo del laboratorio principal, incluso en su propia habitación.
Los garabatos, mensajes y rompecabezas fueron escritas por el sujeto 16 (Clay Kaczamarek).

## Assassin's Creed II

### Introducción
Desmond es prisionero de guerra de una guerra que no sabía que existía, que enfrenta a templarios y asesinos. El Animus le enseñó la verdad, las cosas que ha visto, que ha vivido, 1000 años de historia han pasado ante sus ojos y han vuelto a la vida gracias a esa máquina. Están usándola, o bien usándole, para buscar el Fruto del Edén, una de las piezas conocidas como fragmentos del Edén; los templarios los recogen para mantener su poder, y si los templarios se apoderan de otro fragmento, todos cambiarán. Quieren que todos sean sus esclavos. Cuando trajeron a Desmond por primera vez, tenía miedo de lo que pasaría si intentaba resistirse, pero ahora tiene miedo de lo que pueda ocurrir si no lo hace, pero no puede hacerlo solo, y tal vez no deba hacerlo. Ha encontrado a alguien, Lucy Stillman, y cree que está de su lado. Ahora se ha ido, se la ha llevado Warren Vidic y sus maestros templarios. No sabe que ocurrirá, o lo que le ocurrirá a él. Todo lo que sabe es que debe salir de Industrias Abstergo, y debe hacerlo pronto.

### Huida de Abstergo
Después de que Desmond pasara algún tiempo solo en el laboratorio, Lucy volvió de repente, cubierta de sangre y pidiendo a Desmond que entrara en el Animus de Abstergo antes de que descubrieran lo que había hecho. Desmond, algo confuso, accedió a su petición y logró sincronizar la mayor coincidencia genética entre él y el Sujeto 16, que fue grabado en la memoria del núcleo del Animus. Dentro del Animus, Desmond experimentó el nacimiento de otro de sus antepasados, Ezio Auditore, antes de ser sacado rápidamente para poder escapar.
Los dos fueron vistos rápidamente por la seguridad de Abstergo, aunque Lucy fue capaz de reaccionar lo suficientemente rápido para bloquear una puerta y mantener a los guardias lejos de ellos. Por desgracia, se vieron obligados a enfrentarse con dos guardias de seguridad, que Lucy rápidamente golpeó, sorprendiendo a Desmond y permitiéndoles continuar sin ser detectados. Los dos pronto entraron en un ascensor, lo que les llevó a una gran sala abierta llena de oficinas, que albergaban un gran número de Animus.
Desmond seguía a Lucy a través de las pasarelas laberínticas entre los bloques, con el fin de evitar las patrullas de los guardias. Lucy intentó ingresar un código en la puerta de otro ascensor, pero fue rechazado, lo que llevó a Desmond a llamar instintivamente a su recién adquirida habilidad, el sentido del águila. Al ver los botones necesarios para el código, Desmond abrió la puerta en su tercer intento, sin embargo, una vez que ambos habían alcanzado el aparcamiento, fueron detenidos por guardias de Abstergo, pero fueron capaces de vencer y escapar.
Al llegar al escondite de los Asesinos, Desmond conoció a dos Asesinos más, Shaun Hastings y Rebecca Crane, quienes habían trabajado anteriormente con Lucy. Ellos le iban a entrenar como un Asesino en cuestión de días, gracias al efecto sangrado, y así aprendería todo lo que aprendió su antepasado Ezio Auditore. Después de esto, fue rápidamente conectado al Animus 2.0, donde comenzó a revivir los recuerdos de Ezio.
Después de aprender las habilidades de Ezio, Desmond salió del Animus 2.0, en parte para poner a prueba las habilidades que había aprendido, pero también para descansar del Animus, ya que su exposición prolongada tendría efectos secundarios, como le ocurrió al Sujeto 16.
Su misión era activar los sistemas de seguridad del almacén, y Lucy dejó a Desmond que encontrara él mismo la manera de llegar a todos los sensores. Sin embargo, él comenzó a sufrir alucinaciones vívidas de la Tercera Cruzada. En un principio, las visiones eran cortas, y no era nada de lo que preocuparse, pero después de terminar, Desmond estaba incapacitado, ya que las visiones se volvieron muy reales.
De repente, Desmond aparece en Acre, una vez más como Altaïr. A través de la visión, descubrió que Altaïr y María Thorpe habían concebido un hijo, que iba a ser también antepasado directo de Desmond.
A la mañana siguiente, Desmond se había recuperado y regresó al Animus 2.0, aunque no dijo nada a sus compañeros de lo que había sucedido. A partir de allí, continuó observando los recuerdos genéticos de Ezio Auditore.
Finalmente después, Desmond fue sacado rápidamente del Animus 2.0, y al ver a los tres Asesinos corriendo a recoger sus pertenencias, se dio cuenta de que los Templarios les habían encontrado.
Cuando salió del Animus 2.0, Lucy le dio una hoja oculta con la insignia de los Asesinos en el brazalete, y le pidió su ayuda para escapar. En el almacén, se enfrentaron con guardias de seguridad de Abstergo mandados por Vidic, los cuales tenían la intención de llevarse a Desmond. Juntos eliminaron a todos los guardias que les agredieron, con Desmond ahora totalmente sincronizado con Ezio, utilizando magistralmente su hoja oculta para matar a muchos de los guardias. Con su grupo derrotado, Warren se quedó solo para hacer frente a Desmond por su cuenta, pero optó por retirarse.
Los cuatro asesinos huyeron hacia el norte, hacia una cabaña, con Desmond conectado al Animus 2.0 dentro de la camioneta para que pudiera continuar la búsqueda a través de sus recuerdos. Mientras tanto, los otros Asesinos comenzaron a discutir la naturaleza de Minerva y su discurso.

## Assassin's Creed: Brotherhood

### Escondidos en Monteriggioni
Después del ataque de Abstergo, los Asesinos viajaron a Monteriggioni, uno de los últimos lugares seguros de los Asesinos en Italia. A medida que los Templarios les buscaban a través de la utilización de torres de telefonía celular, el grupo de Asesinos se vio obligado a instalar su equipo en el Santuario, ubicado debajo de Villa Auditore.
Mientras buscaban un camino hacia el Santuario, Desmond a través del efecto de sangrado tuvo una visión de Ezio, que lo llevó hasta a un saliente desde donde saltó. Desmond inmediatamente hizo lo mismo, haciendo su primer salto de fe en una pila de heno. Desmond y Lucy se dirigieron al Santuario, a través de un túnel que fue utilizado por Ezio y los habitantes del pueblo de Monteriggioni durante su huida después del ataque Borgia en enero de 1500.
Mientras ellos pasaban a través de los túneles, Desmond veía más visiones, y le hizo preguntarse el cuando empezaría a pintar símbolos en las paredes. Lucy entonces lo reprendió, diciéndole que no bromeara acerca de su estado, y le recordó que el Sujeto 16 estaba muerto y que tenía que concentrarse.
Cuando los dos llegaron al Santuario, Desmond vio otra visión de Ezio, sin embargo estaba muy viejo. Antes de abrir la puerta a la oficina de Mario, Desmond vio los números 1419, 1420, y 1421 escritos en la pared, que contó a los otros Asesinos. La teoría de Shaun era que los números se referían a fechas, sin embargo, admitió que tenía que hacer más investigaciones al respecto.
Después de que el equipo estuviera totalmente configurado, Desmond se le dio la misión de conectar la electricidad hasta el Santuario, mediante la inserción de dispositivos construidos por Rebecca en cuatro cajas eléctricas ubicadas alrededor de Monteriggioni, lo que les permitiría acumular pequeñas cantidades de energía de cada fuente. Después Desmond continuó con sus sesiones regulares del Animus.

### La obtención del Fruto
Después de terminar en el Animus, Desmond y los demás se enteraron de que el Fruto del Edén que poseía Ezio estaba oculto bajo el Coliseo. Al viajar a Roma, el grupo se separó, con Desmond escalando a través de las ruinas del Coliseo mientras los demás seguían su camino en la furgoneta. Mientras se dirigía a lo más profundo del Coliseo, Desmond vio varias visiones de Juno por el camino, hasta que finalmente llegó a la Basílica de Santa María en Aracoeli, por donde entraron los otros Asesinos.
Al sincronizar su ADN con un pedestal extraño, varias palancas y estructuras aparecieron por la basílica, donde una breve visión de Ezio mostró a Desmond el camino para subir. En el camino, aparecieron más visiones de Juno, que le explicaron que las criptas se construyeron como los únicos lugares adecuados para esconder el conocimiento. Al final, Desmond llegó a una estructura con una palanca, donde vio una visión de Ezio activándola. Desmond también bajó la palanca, lo que provocó que otro pedestal apareciera del suelo.
Una vez más, sincronizando su ADN con el pedestal, Desmond activó un ascensor que llevó a los Asesinos a la gran cripta que había por debajo, en donde cuyo centro se encontraba el Fruto. La única forma de llegar hasta él era escalar, Desmond maniobró su camino alrededor de la cripta y activó varias palancas, todo el rato viendo visiones de Juno. Por último, la escalera que conducía al Fruto estaba activada, y los Asesinos observaron varios símbolos que se proyectaban alrededor de la habitación mientras caminaban hacia la pieza del Edén.
Sin embargo, cuando Desmond cogió el Fruto del Edén de su pedestal, se oyó la voz de Juno diciendo que el ADN de Desmond había activado el Fruto. Juno entonces tomó el control del cuerpo de Desmond a través del Fruto, y le obligó a apuñalar a Lucy en el abdomen con su hoja oculta.
Después de desplomarse en la cripta del Coliseo, Desmond fue sacado por los Asesinos. Él estaba en shock por la terrible experiencia, su cuerpo inconsciente fue recuperado y transportado a un lugar desconocido.
Durante este tiempo, Desmond fue colocado de nuevo en el Animus por William Miles y otra persona no identificada. Durante esa sesión, Ezio y Leonardo da Vinci, descubrieron una cripta más pequeña en Roma, y el ADN de Ezio había activado un conjunto de coordenadas que se proyectaron: 43 39 19 N 75 27 42 W. Finalmente, después de volver a vivir más recuerdos, la condición de Desmond empeoró hasta el punto de entrar en un estado de coma.

## Assassin's Creed: Revelations

### Explorando el Cuarto Negro
Debido a la intensa exposición con el Fruto y el incidente con Lucy, William Miles, ahora el líder de la Orden de los Asesinos, ordenó a Rebecca que colocara a Desmond en el Animus cerrando todas sus funciones no vitales. Como tal, esto llevó a Desmond al Cuarto Negro, un modo seguro integrado en el núcleo de la programación Animus.
Al despertar en la isla del Animus, Desmond conoció al Sujeto 16 (Clay Kaczmarek), donde su propia conciencia había sido absorbida también por el funcionamiento interno de la máquina virtual. Clay explicó a Desmond que necesitaba seguir viviendo recuerdos de sus antepasados, hasta que ya no tuvieran nada que mostrarle y entonces accedería a lo que Clay denominaba un nexo de sincronización. Una vez que Desmond lo consiguiera, el Animus sería capaz de separar su conciencia de la de Altaïr y de la de Ezio, siendo capaz de despertar. Después Clay dijo fríamente que si se daba prisa, Desmond podría asistir al funeral de Lucy, entonces Desmond tuvo flashbacks apuñalando a Lucy, lo que le permitió darse cuenta de las consecuencias de lo que le había sucedido en la cripta del Coliseo. Desmond se sintió profundamente herido por sus acciones, pero se dirigió a los recuerdos de Ezio para que pudiera volver a un estado consciente.
Después de terminar la primera secuencia de Ezio en Masyaf, Desmond escuchó a escondidas una conversación entre su padre y Rebecca. En ella, William estaba observando el Fruto, lo que hizo que Rebecca se pusiera nerviosa, aunque William le aseguró que no creía que tuviera los genes adecuados para usar el Fruto, entonces Rebecca estimó que Desmond si podría. Desmond fue llevado de nuevo a la isla del Animus, donde Clay le explicó que el Animus le había detectado saliendo del modo seguro y lo había llevado de nuevo a la isla, ya que el Animus actúa como un programa de seguridad para tratar de mantener su mente intacta. También le dijo a Desmond que él se quedaría distrayendo al Animus, con el fin de que la máquina no pensara que Desmond era un virus y así evitar su eliminación.
Cada vez que él recogía fragmentos de datos del Animus como Ezio, Desmond podía entrar en el núcleo del Animus, un lugar donde no había simulaciones ni entornos, los datos simplemente eran puros. En este lugar, Desmond reflexionó sobre su pasado, La Granja donde creció, la formación como un asesino, su huida de La Granja, la vida en Nueva York, y su eventual captura por Abstergo. Recordó la relación con sus padres y lamentó no haberles escuchado.
Entre algunas secuencias, Desmond fue sacado de los recuerdos de Ezio, y conversaba con Clay cuando regresaba a la isla. La primera vez que se hablaron entre sí, Clay le preguntó a Desmond si era posible que él pudiera ir con él una vez que saliera del Animus, y tratar de encontrar otro cuerpo que poder ocupar. Sin embargo, Desmond vacilante lo negó, y Clay señaló que entendía la razón del por qué y se lamentó de su situación.
Más adelante, Clay preguntó a Desmond si se arrepentía de todo lo que había hecho en su vida, como dejar a sus padres y haciendo caso omiso de su papel como un Asesino durante tanto tiempo. En respuesta, Desmond reconoció que deseaba haber sido más paciente con sus padres, además de confirmar que las cosas entre él y Lucy podrían haber sido de otra manera. Después, Clay le dio las gracias por tener sentido, después desapareció.
La tercera vez que es sacado, Desmond se encontró con la isla desintegrándose a su alrededor. Clay proclamó cínicamente que el Animus les había programado para su eliminación, agarrándose a él mientras la tierra virtual comenzaba a fracturarse, Desmond estaba desconcertado tanto por la rapidez de este suceso como de si la intención de Clay era la de morir juntos. Desmond estaba equivocado ya que Clay se sacrificó, empujándolo hacia atrás e introduciéndole en los recuerdos finales de Ezio.

### La recuperación de la conciencia
Cuando Ezio descubrió el Fruto del Edén que Altaïr poseía, este comenzó a brillar. Ezio, recordando su experiencia en la cripta del Vaticano, llamó a Desmond, sabiendo que iba a estar escuchando. Instó a Desmond para dar sentido a todas las preguntas y el sufrimiento que había pasado en su vida, entonces Desmond fue enviado al nexo de sincronización.
Aquí Desmond se encontró con otro miembro de la primera civilización, Júpiter. El ser avanzado explicó que los otros miembros de la primera civilización habían construido criptas en todo el mundo, cada uno de ellos con la investigación de los diferentes métodos de la salvación de las inminentes llamaradas solares. Cada descubrimiento en las criptas era transmitido al Gran Templo (ubicado en el moderno estado de Nueva York). En total, seis soluciones fueron probadas con eficacia, y aunque fallaron, un gran avance parecía que estaba surgiendo. Desafortunadamente, antes de que pudieran llegar a esta conclusión, una llamarada solar de gran intensidad devastó la Tierra, matando a casi toda la primera civilización. Menos de 10 000 personas sobrevivieron, también aún quedaba un número menor de miembros de la primera civilización, ambas razas trabajaron juntos para reconstruir la humanidad después de este desastre.
Júpiter entonces encargó a Desmond una misión: visitar el Gran Templo. Él le dijo a Desmond que él podría abrir el camino. Sin embargo, advirtió a Desmond de que él no estaba seguro de cómo las cosas terminarían, ya sea para él o para Desmond. Después de esto, Desmond se despertó de su coma, con Shaun, Rebecca, y su padre, de pie junto a él.
Después Desmond les dijo a los otros Asesinos que él sabía lo que tenían que hacer, William abrió la puerta de la furgoneta, revelando que habían llegado a las ruinas del Gran Templo.

## Assassin's Creed III

### En el Gran Templo
Luego de abrir la puerta al Gran Templo, Desmond descubre otra puerta que, según Juno, habría otro artefacto salvaría al planeta, pero para abrirla había que encontrar una llave. Desmond empieza a escuchar a Juno y a tener recuerdos mezclados de otro antepasado. Luego de esto Desmond se desmaya y es puesto en el Animus nuevamente. Allí, Rebecca le añade un tutorial básico para poder sincronizarse con el antepasado. Ya con la sincronización completa Desmond empieza a revivir los recuerdos del templario y antepasado Haytham Kenway (1725 - 1781).
Luego de completar las primeras secuencias, Desmond descubre que su antepasado era un Templario, por lo cual recurre a su hijo.
Desmond entonces empieza a revivir los recuerdos de Connor Ratonhnhaké:ton Kenway (Connor Kenway) en busca de la llave templaria. Primero comienza a revivir sus recuerdos de niñez y juventud. En su juventud empieza a ser entrenado dentro de la orden de los Asesinos por Achilles Davenport. El resto de su madurez empieza a matar a los templarios, entre ellos su padre.

### Búsqueda de los pedestales
Durante el juego Desmond también es enviado a varias partes del mundo a buscar pedestales que funcionan como llaves para crear el camino de la puerta al artefacto. Cuando va recorriendo los obstáculos del templo para poner el pedestal en su lugar, recibe mensajes de Juno explicándole cada uno de los modos que usaron para salvar el mundo y como ella perdió a su esposo.
El último Pedestal lo va a buscar su padre, mientras Desmond sigue reviviendo sus recuerdos

### Enfrentamiento con Warren Vidic
Desmond sale del animus y recibe la noticia de que su padre fue secuestrado por Abstergo, y lo busca en las instalaciones donde lo tenían preso en el primer juego para rescatarlo. Cuando encuentra a su padre, está acompañado por Warren y varios guardias. Desmond usa el fruto para ordenar a uno de los guardias disparar a Warren, luego de esto ambos escapan de abstergo de regreso al templo con el fruto y el último pedestal, donde Desmond sigue buscando la llave.

### Muerte
En la última secuencia encuentran la llave para abrir la puerta y van a buscarla, de regreso al templo abren la puerta y llegan a un pedestal con una esfera. Juno aparece y le dice que con solo su toque salvaría al mundo, pero Minerva aparece y le advierte que si lo toca, moriría, liberaría a Juno y esclavizaría la humanidad.
Luego de que Minerva le explicara que pasaría si Desmond no tocaba el pedestal y el mundo ardiera, este decide no hacerle caso. Le pide a su padre y a sus compañeros que se retiren del templo, toca el pedestal y en segundos cae muerto. El planeta se salva gracias al sacrificio, pero Juno escapa del templo esperando el momento para tomar el control

## Assassin's Creed IV: Black Flag
En Assassin's Creed IV: Black Flag, al piratear el primer ordenador de Abstergo se encuentra un vídeo de un examen forense para recuperar parte del cuerpo de Desmond, y al piratear más ordenadores se encuentran más objetos como grabaciones de Voz y fotos de celular.